# احداث
احداث (عربی: الأحداث)، نیروهای شبه‌نظامی محلی در شام (سوریه) از ۱۰ تا ۱۲ میلادی بودند که وظیفه محافظت از شهرها در مقابل حملات خارجی را برعهده داشتند. این نیروها توسط خلافت فاطمیان برای مقابله با حملات صلیبیون به شام و اراضی مقدس استفاده می‌شد.